# Fêtes et jours fériés en Algérie
Les fêtes et jours fériés en Algérie sont l'ensemble des fêtes religieuses et civiles qui sont légalement définies par la loi. L'Algérie compte 14 jours fériés (fêtes religieuses et civiles) légalement définis par la constitution algérienne. Les jours fériés sont inscrits dans la loi no 63/278 du 26 juillet 1963, modifiée et complétée des ordonnances no 66/153 et no 68/149.
Initialement fixée à deux jours, la durée des fêtes de l'Aïd el-Fitr et l'Aïd al-Adha a été prolongée à trois jours en 2023.

## Fêtes fériées

### Fêtes civiles
| Date         | Nom                    | Indication |
| ------------ | ---------------------- | --- |
| 1er janvier  | Jour de l'an           | |
| 12 janvier   | Yennayer               | Jour du nouvel an berbère. Décrété comme fête nationale par le président de la République le 27 décembre 2017 et qui prend effet à partir du 12 janvier 2018. |
| 1er mai      | Fête des travailleurs  | |
| 5 juillet    | Fête de l'indépendance | Jour célébrant l'indépendance de l'Algérie sur l'occupation française. Fête de la jeunesse.                                                                   |
| 1er novembre | Fête de la Révolution  | Jour célébrant le déclenchement de la révolution contre l'occupation française.                                                                               |

### Fêtes religieuses
| Date             | Nom           | Indication |
| ---------------- | ------------- | --- |
| 1er Mouharram    | Awal muharram | Premier jour de l’année musulmane (Hégire)                                                                                       |
| 10 Mouharram     | Achoura       | 10e jour de Mouharram (Dieu sauve le prophète Moïse)                                                                             |
| 12 Rabia al awal | Mouloud       | Jour de la naissance de Mahomet                                                                                                  |
| 1er Chawwal      | Aïd el-Fitr   | Fin du ramadan, mois de jeûne et de prières pour les musulmans (trois jours)                                                     |
| 10 Dhou al-hijja | Aïd el-Adha   | « la fête du sacrifice », commémoration de la soumission d’Abraham à Dieu, marque la fin du pèlerinage à La Mecque (trois jours) |

## Fêtes non fériées
| Date       | Nom                               | Indication |
| ---------- | --------------------------------- | --- |
| 18 février | Journée du Chahid                 | Journée nationale célébrée le 18 février de chaque année en mémoire des martyrs de la Révolution algérienne de 1954.                                                         |
| 16 avril   | Journée du savoir (Youm el 3ilm)  | Fête nationale célébrant le savoir et l'éducation. Date choisie en hommage à Ibn Badis, célèbre ouléma algérien, décédé le 16 avril 1940.                                    |
| 20 avril   | Printemps berbère                 | Journée non officielle célébrant le combat pour l'identité amazighe en référence au Printemps berbère de 1980 ainsi qu'aux évènements du Printemps noir.                     |
| 19 mai     | Journée de l'étudiant             | Journée nationale en souvenir de la grève historique du 19 mai 1956 des étudiants algériens pendant la guerre d'Algérie.                                                     |
| 20 août    | Journée nationale du Moudjahid    | Journée nationale célébrant le double anniversaire de l'offensive du Nord-Constantinois (20 août 1955) et du Congrès de la Soummam (20 août 1956).                           |
| 17 octobre | Journée nationale de l'émigration | Elle commémore le combat de la diaspora algérienne pour l'indépendance du pays symbolisé par les manifestations du 17 octobre 1961 à Paris.                                  |
| 22 octobre | Journée nationale de la presse    | célébration du tout premier numéro du journal Résistance algérienne ainsi que du recouvrement de la souveraineté nationale sur la radio et la télévision le 28 octobre 1962. |
| 25 octobre | Journée nationale de l'arbre      | Journée de célébration de la nature et d'organisation de campagnes de reboisement.                                                                                           |